# 岩豆娘魚
岩豆娘魚(學名：Abudefduf saxatilis)，為輻鰭魚綱鱸形目隆頭魚亞目雀鯛科的其中一種。分布於大西洋兩岸，西大西洋從美國至墨西哥灣、加勒比海至烏拉圭；東大西洋從葡萄牙、亞速群島、加那利群島、維德角群島至西非海域，深度0-20公尺，本魚體呈成橢圓形且側扁，體色為白色，背部黃綠色，成年雄魚體色為藍灰色，體側有5條黑色或深藍色的橫帶，胸鰭基部有一黑斑，尾鰭叉形，背鰭硬棘13枚、背鰭軟條12-13枚、臀鰭硬棘2枚、臀鰭軟條10-12枚，體長可達22.9公分，稚魚常見於潮池，成魚時常形成大群在珊瑚礁覓食，屬雜食性，以藻類、小型甲殼動物、魚等,也會啄食在海龜身上的寄生生物，另外也會吃飛旋海豚的排泄物和嘔吐物，繁殖期時會成對出現，雄魚會守護魚卵，可做為食用魚及觀賞魚。

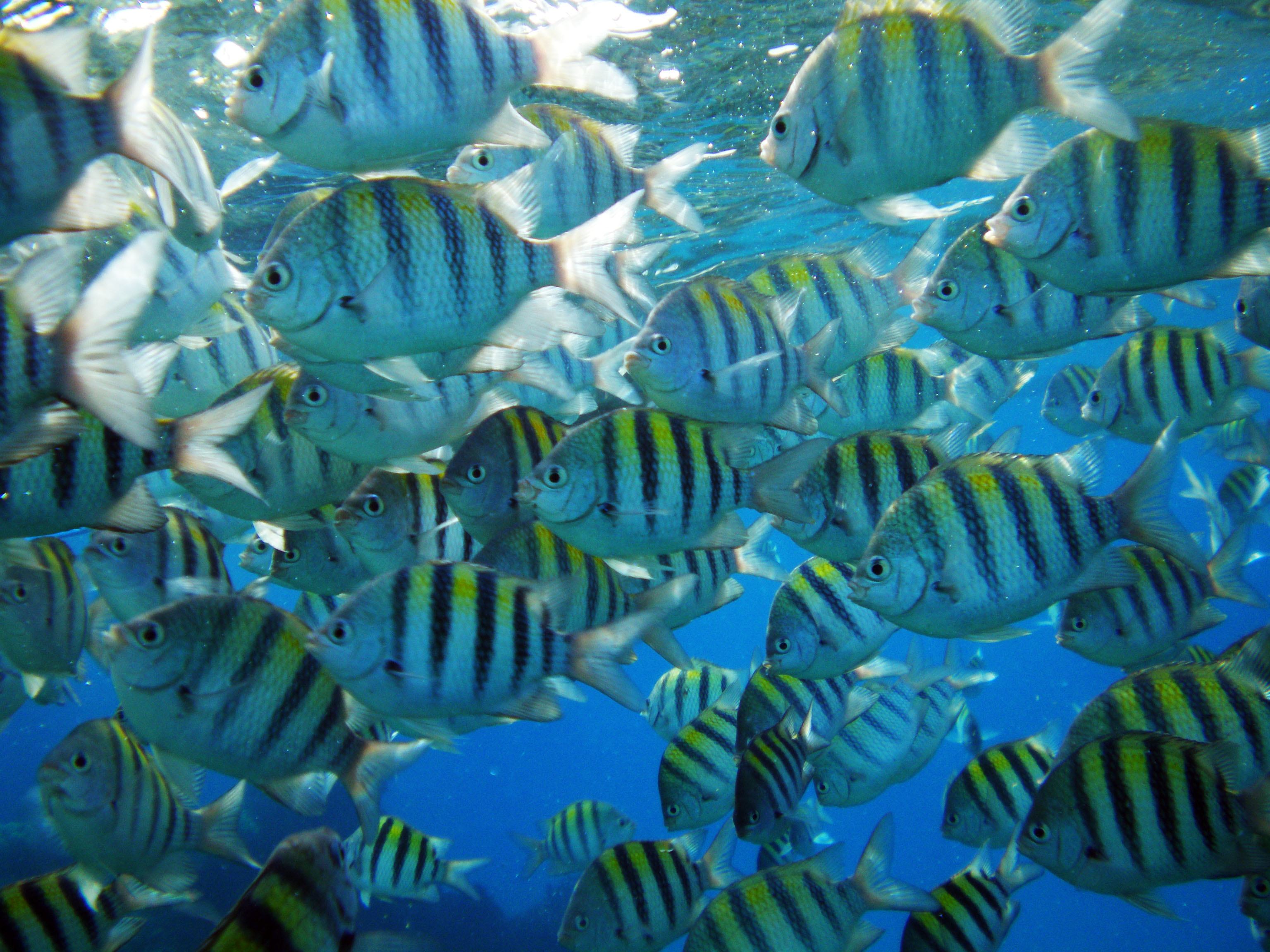
岩豆娘魚成群出現在牙買加海域